# SP03
PHOTO-U2 SP03（ふぉと ゆーつー えすぴー ぜろさん）は、華為技術（ファーウェイ）が日本国内向けに開発した、auブランドを展開するKDDI／沖縄セルラー電話のCDMA 1X WIN（CDMA2000 1xEV-DO Rev.A）対応の通信モジュール付デジタルフォトフレームである。販売元は華為技術日本（ファーウェイ・ジャパン・デバイス）。製造型番はHWS03（えいちだぶりゅーえす ぜろさん）。

## 沿革
- 2011年5月17日 - KDDI、およびファーウェイ・ジャパン・デバイスより公式発表[1]。
- 2011年9月16日 - 東北地区にて発売。
- 2011年9月17日 - 中部・関西・中国地区にて発売。
- 日付不明 - 上記以外の地区にて発売。
- 2011年10月3日 - グッドデザイン賞受賞。

## 注
1. ↑  データ通信端末等のラインアップの拡充について - KDDI（2011年5月17日）